# Android (besturingssysteem)

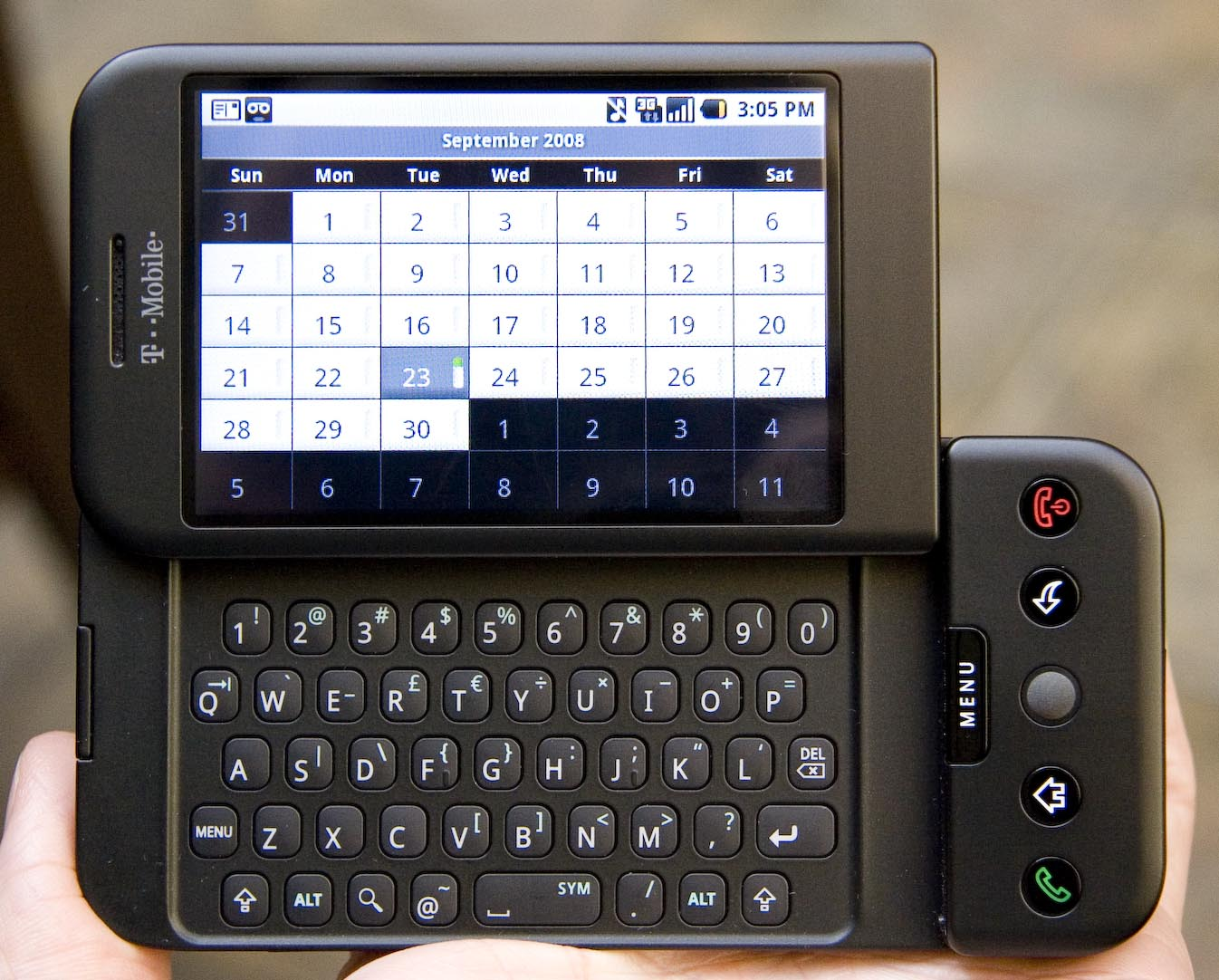
Eerste Androidtoestel T-Mobile G1

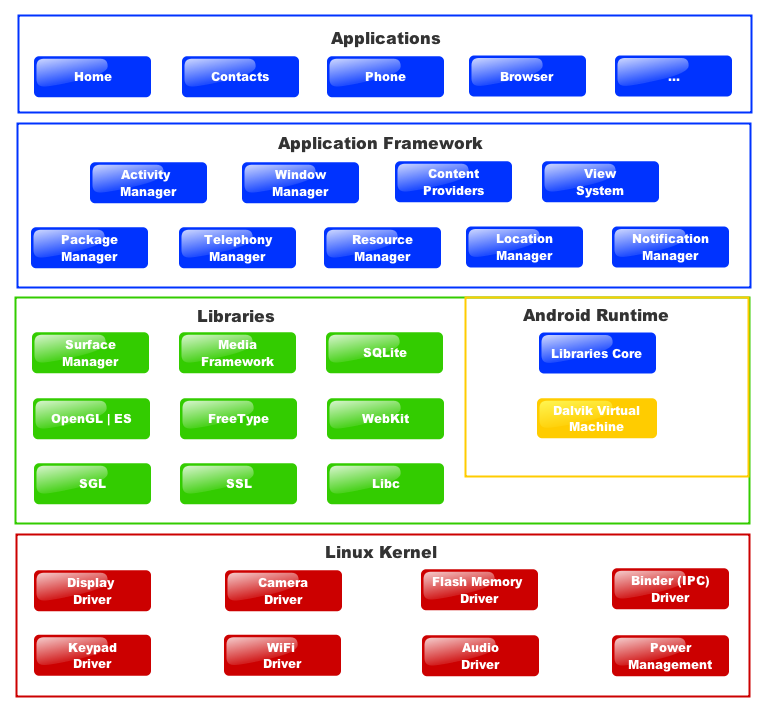
Model van het besturingssysteem

Android is een opensourceplatform en besturingssysteem voor mobiele telefoons, tablet-pc's, camera's en meer, gebaseerd op de Linuxkernel en het Java-programmeerplatform. In april 2013 werden er meer dan 1,5 miljoen Androidtelefoons per dag geactiveerd en Android is daarmee het meest verkochte besturingssysteem op mobiele telefoons. In totaal zijn er in mei 2013 meer dan 900 miljoen Androidapparaten geactiveerd.

## Ontwikkeling
Android is ontwikkeld door Android Inc., een bedrijf dat in 2005 werd overgenomen door Google. Later werd het bedrijf door Google ondergebracht in de Open Handset Alliance (OHA). Het originele idee achter Android was het ontwikkelen van een besturingssysteem voor camera's met een ingebouwde ondersteuning voor cloudmogelijkheden. Android wordt nu voornamelijk gebruikt voor smartphones en tablets. Met de vrijgave van het Androidplatform op 5 november 2007 werd ook de oprichting van de OHA aangekondigd. Dit samenwerkingsverband bestond bij de oprichting uit 34 hardware-, software- en telecommunicatiebedrijven die zich erop richten open standaarden voor mobiele apparaten te bevorderen. Het opensourceplatform is beschikbaar onder de Apachelicentie. De eerste fabrikanten van mobiele telefoons die gebaseerd waren op Android waren Motorola, HTC, Samsung, LG, Sony Ericsson en Acer. Android stond tot aan de lancering ervan bekend onder de naam gPhone.

## Applicaties
Om Android als platform te presenteren moesten er apps worden ontwikkeld. Om dat proces te ondersteunen is een Software development kit (SDK) vrijgegeven. Hiermee wordt het ook voor anderen dan Google mogelijk hun bijdrage te leveren. Om dit proces te versnellen heeft Google in 2008 een wedstrijd, de Android Developer Challenges, uitgeschreven waarbij prijzengeld beschikbaar werd gesteld voor de beste applicatie. In augustus 2008 heeft de Nederlander Eric Wijngaard de eerste prijs gewonnen met het programma PicSay, waarmee het mogelijk werd foto's op een Androidapparaat te bewerken.
Applicaties kunnen verspreid worden via de Google Play Store (vroeger de Android Market). Via de Play Store kunnen eindgebruikers games, applicaties, films en boeken downloaden of kopen. De mogelijkheden verschillen per land. Op 26 juni 2013 kreeg België toegang tot Google Play Books, Nederland volgde op 18 juli in hetzelfde jaar. Ontwikkelaars kunnen de Play Store gebruiken om hun software te verspreiden. Via de Play Store kunnen zowel gratis als betaalde applicaties worden verspreid, een en ander wel afhankelijk van het land van de gebruiker, de versie van Android op het mobiele apparaat, de aanbieder van de software en of het gratis of een betaalde applicatie is, en de telecomaanbieder. In de Verenigde Staten hebben sommige telecomaanbieders bijvoorbeeld wifitetherapps geblokkeerd uit angst dat klanten op de wifihotspots van andere mobiele gebruikers gaan, waardoor zij minder geld verdienen. Deze geblokkeerde apps zijn wel apart te downloaden en gewoon te installeren. Alleen installeren via de Google Play Store werkt niet.
In tegenstelling tot Apple haar App Store voor iOS is het voor ontwikkelaars die hun applicaties aanbieden via Google Play toegestaan om ook hierbuiten deze software aan te bieden. Dit maakt Android gebruiksvriendelijker dan zijn concurrenten, maar hierdoor kunnen Androidtoestellen wel gemakkelijker virussen oplopen.

## Versies
Inmiddels zijn er een aantal versies van Android verschenen. Van Android 1.5 tot en met Android 14, kreeg elke nieuwe versie een naam van een dessert of snoepgoed. Als onderdeel van een rebranding van het besturingssysteem, zal vanaf Android 10 elke nieuwe versie hun versienummer krijgen als officiële naam. Hiermee wil Google ervoor zorgen dat de versienummers universeel herkend worden. Ook zorgt dit ervoor dat er minder verwarring ontstaat over wat de laatste versie van Android is. 
| Versie        | API-versie | Codenaam           | Uitgavedatum      | Einde van ondersteuning |
| ------------- | ---------- | ------------------ | ----------------- | ----------------------- |
| Android 15    | 35         | Vanilla Ice Cream  | 3 september 2024  | wordt nog ondersteund   |
| Android 14    | 34         | Upside down cake   | september 2023    | wordt nog ondersteund   |
| Android 13    | 32 - 33    | Tiramisu           | 15 augustus 2022  | wordt nog ondersteund   |
| Android 12    | 31         | Snow Cone          | 4 oktober 2021    | wordt nog ondersteund   |
| Android 11    | 30         | Red Velvet Cake    | 8 september 2020  | februari 2024           |
| Android 10    | 29         | Queen Cake         | 3 september 2019  | februari 2023           |
| Android 9     | 28         | Pie                | 7 augustus 2018   | januari 2022            |
| Android 8.1   | 27         | Oreo               | 5 december 2017   | oktober 2021            |
| Android 8     | 26         | Oreo               | 21 augustus 2017  | 1 januari 2021          |
| Android 7.1   | 25         | Nougat             | 20 oktober 2016   | 1 januari 2021          |
| Android 7     | 24         | Nougat             | 22 augustus 2016  | 1 november 2020         |
| Android 6     | 23         | Marshmallow        | 2 oktober 2015    | 3 oktober 2017          |
| Android 5.1   | 22         | Lollipop           | 2 maart 2015      | 19 juli 2016            |
| Android 5     | 21         | Lollipop           | 4 november 2014   | 5 mei 2015              |
| Android 4.4   | 20         | KitKat             | 27 juni 2014      | 22 oktober 2014         |
| Android 4.4   | 19         | KitKat             | 30 oktober 2013   | 19 augustus 2014        |
| Android 4.3   | 18         | Jelly Bean         | 23 juli 2013      | 7 oktober 2013          |
| Android 4.2   | 17         | Jelly Bean         | 13 november 2012  | 17 april 2013           |
| Android 4.1   | 16         | Jelly Bean         | 9 juli 2012       | 22 juli 2013            |
| Android 4.0.4 | 15         | Ice Cream Sandwich | 16 december 2011  | 6 juni 2012             |
| Android 4     | 14         | Ice Cream Sandwich | 14 november 2011  | 19 december 2011        |
| Android 3.2   | 13         | Honeycomb          | 7 juli 2011       | 13 december 2011        |
| Android 3.1   | 12         | Honeycomb          | 7 mei 2011        | 7 mei 2011              |
| Android 3     | 11         | Honeycomb          | 8 februari 2011   | 24 maart 2011           |
| Android 2.3.3 | 10         | Gingerbread        | 23 februari 2011  | 29 september 2011       |
| Android 2.3   | 9          | Gingerbread        | 17 december 2010  | 21 januari 2011         |
| Android 2.2   | 8          | Froyo              | 29 juni 2010      | 30 maart 2012           |
| Android 2.1   | 7          | Eclair             | 28 januari 2010   | 3 mei 2010              |
| Android 2.0.1 | 6          | Eclair             | 26 november 2009  | 26 november 2009        |
| Android 2     | 5          | Eclair             | 21 oktober 2009   | 21 oktober 2009         |
| Android 1.6   | 4          | Donut              | 18 september 2009 | 23 november 2009        |
| Android 1.5   | 3          | Cupcake            | 17 april 2009     | 6 augustus 2009         |
| Android 1.1   | 2          | Petit Four         | 9 december 2008   | 9 februari 2009         |
| Android 1     | 1          | -                  | 13 september 2008 | 4 november 2008         |